# ماندیا
ماندیا (به انگلیسی: Mandya) یک منطقهٔ مسکونی در هند است که در Mandya district واقع شده‌است. ماندیا ۱۳۱٬۲۱۱ نفر جمعیت دارد و ۶۷۸ متر بالاتر از سطح دریا واقع شده‌است.